# Puente de Julio César en el Rin

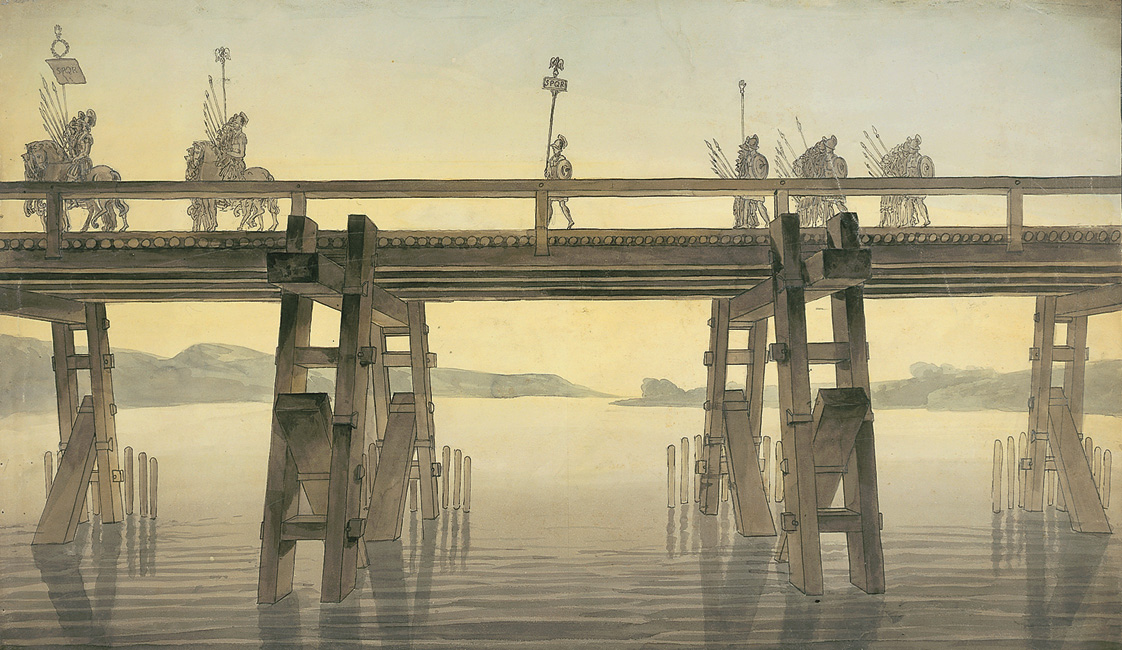
Pintura en tela del arquitecto John Soane, 1814, en el cual se representa el puente romano

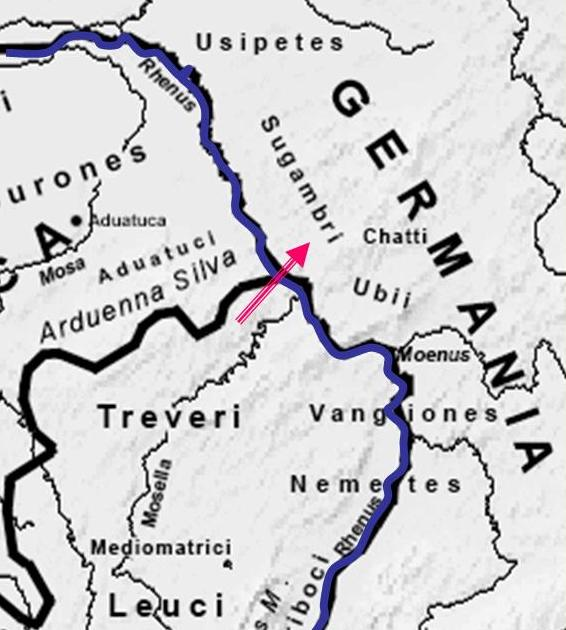
Supuesta ubicación del puente

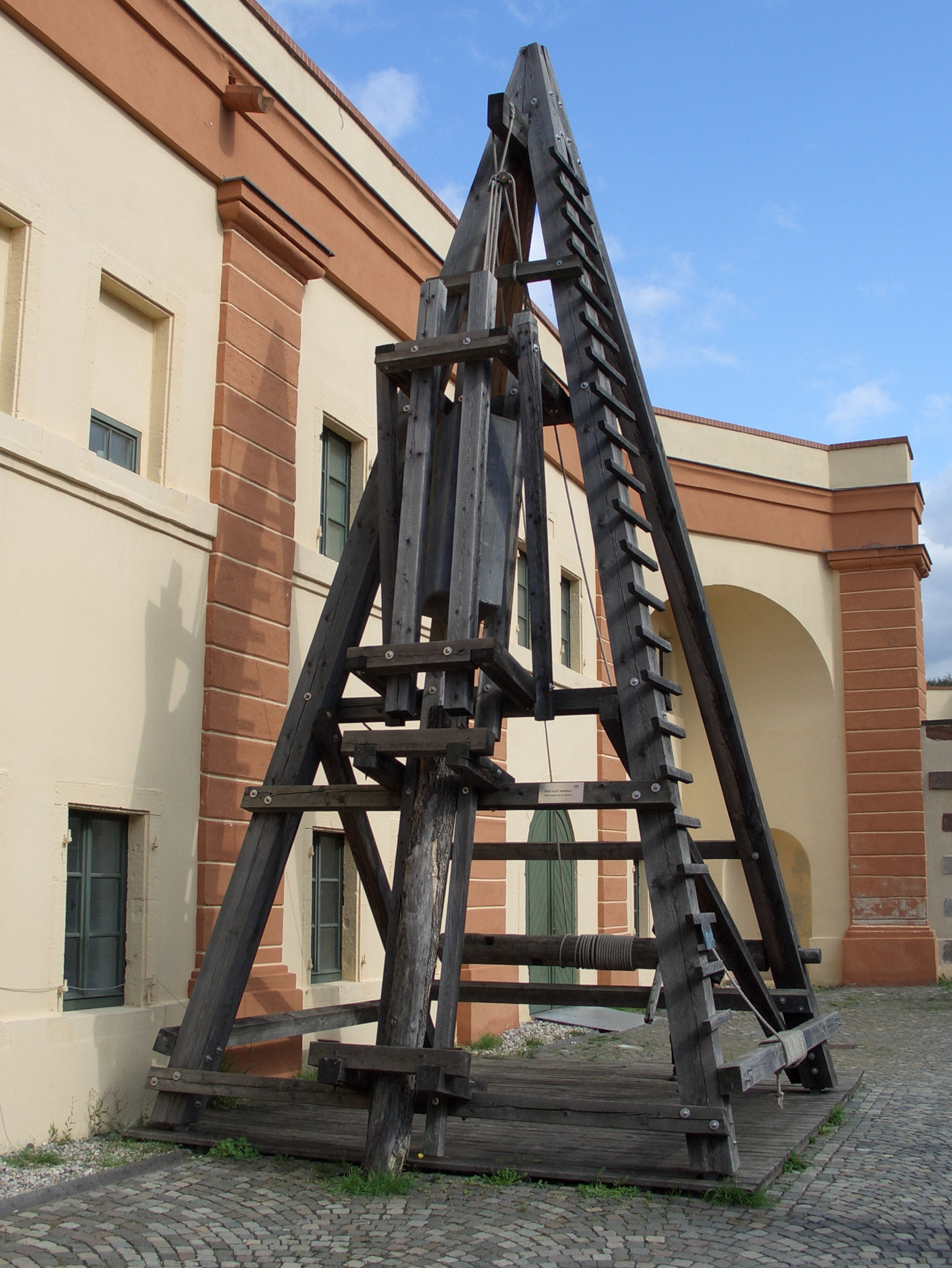
"Martinete", dispositivo utilizado para hincar los pilotes en el lecho del río

Se conoce como puente de Julio César en el río Rin a un puente militar de madera construido por Julio César durante una de sus campañas contra los pueblos germánicos en el contexto de la guerra de las Galias.
El primer puente fue construido en el año 55 a. C., fecha basada en muestras arqueológicas encontradas en la localidad de Neuwied a 15 km del valle de Coblenza y al sur de Bonn. El segundo fue construido dos años más tarde, en el 53 a. C., un poco más arriba (alrededor de 2 km), en un punto entre Urmitz y Weissenturm, aun frente a la orilla germánica habitada por los Ubios. 
Julio César, previo a su regreso a Galia (en el 55 a. C.) mandó destruir el puente por completo; dos años más tarde (en el 53 a. C.) no solo evitó destruirlo completamente sino que además instaló en territorio galo, en defensa del puente, un fuerte y una torre de cuatro pisos de altura con la finalidad de disuadir nuevas incursiones en territorio galo por parte de los pueblos germánicos

## El puente
El río Rin se presentaba en ese entonces particularmente ancho y profundo, y además debido a la rapidez de sus aguas, requería de una estructura muy sólida. Por ese motivo se utilizaron como soportes caballetes de dos patas, los cuales se constituían por dos vigas muy robustas (con un diámetro de 45 cm) hechas de troncos del bosque, unidos entre ellos por travesaños (de aproximadamente 60 cm). Esa estructura daba a cada pata el aspecto de una escalera, oponiéndose eficazmente a la corriente del río.
Los pilotes, con acabado en punta, se colocaban en su posición y se hincaban en el fondo del río con un "martinete". Los pilotes no se alzaban perpendicularmente al lecho del río, sino que estaban inclinados de tal forma que se hincaban los que estaban río arriba teniendo la corriente en contra, mientras que los que estaban río abajo la tuvieran a favor. En el lecho del río las dos patas del caballete distaban 12 cm. Un grueso travesaño unia cada pareja de pilotes, completando el caballete. En esta estructura apoyaban travesaños de 60 cm de espesor y de longitud la distancia que se tenía entre un pilote y otro, o sea 5 m. La calzada estaba construida de un entretejido de madera apoyado en troncos transversales y recubiertos de tablas.
A la solidez del puente se necesitaba añadir elasticidad mecánica, por eso no fueron utilizados clavos, sino cuerdas. Fueron también realizados otros trabajos de refuerzo secundario: río abajo, fueron fijados otros palos oblicuos para aumentar la resistencia a la corriente del puente, mientras un poco río arriba fueron construidas empalizadas para amortiguar eventuales golpes debidos a árboles o naves que la población germánica pudiera lanzar al río y ocasionar un daño al puente.
El puente debió tener una calzada de aproximadamente 4 m de ancho y una longitud de poco menos de 500 m, con 56 tramos de 8 m que constituían todo el puente sobre el Rin. Esta obra, según Julio César, fue realizada en solo diez días.